# Campeonato Asiático de Atletismo de 2017 - 5000 m masculino
A prova dos 5000 metros masculino do Campeonato Asiático de Atletismo de 2017 foi disputada no dia 6 de julho de 2017 no Kalinga Stadium em Bhubaneswar, na Índia. 

## Recordes
Antes desta competição, os recordes mundiais e do campeonato nesta prova eram os seguintes:
|                       | Nome                | Nacionalidade | Tempo      | Local       | Data                |
| --------------------- | ------------------- | ------------- | ---------- | ----------- | ------------------- |
| Recorde mundial       | Kenenisa Bekele     | Etiópia       | 12m 37s 35 | Hengelo     | 31 de maio de 2004  |
| Recorde do campeonato | Mohamad Al-Garni    | Catar         | 13m 34s 47 | Wuhan       | 4 de junho de 2015  |
| Recorde asiático      | Albert Kibichii Rop | Bahrein       | 12m 51s 96 | Fontvieille | 19 de julho de 2013 |

## Medalhistas
| Ouro                      | Prata                      | Bronze                    |
| Govindan Lakshmanan (IND) | Yaser Salem Bagharab (QAT) | Tariq Ahmed Al-Amri (KSA) |

## Resultado final

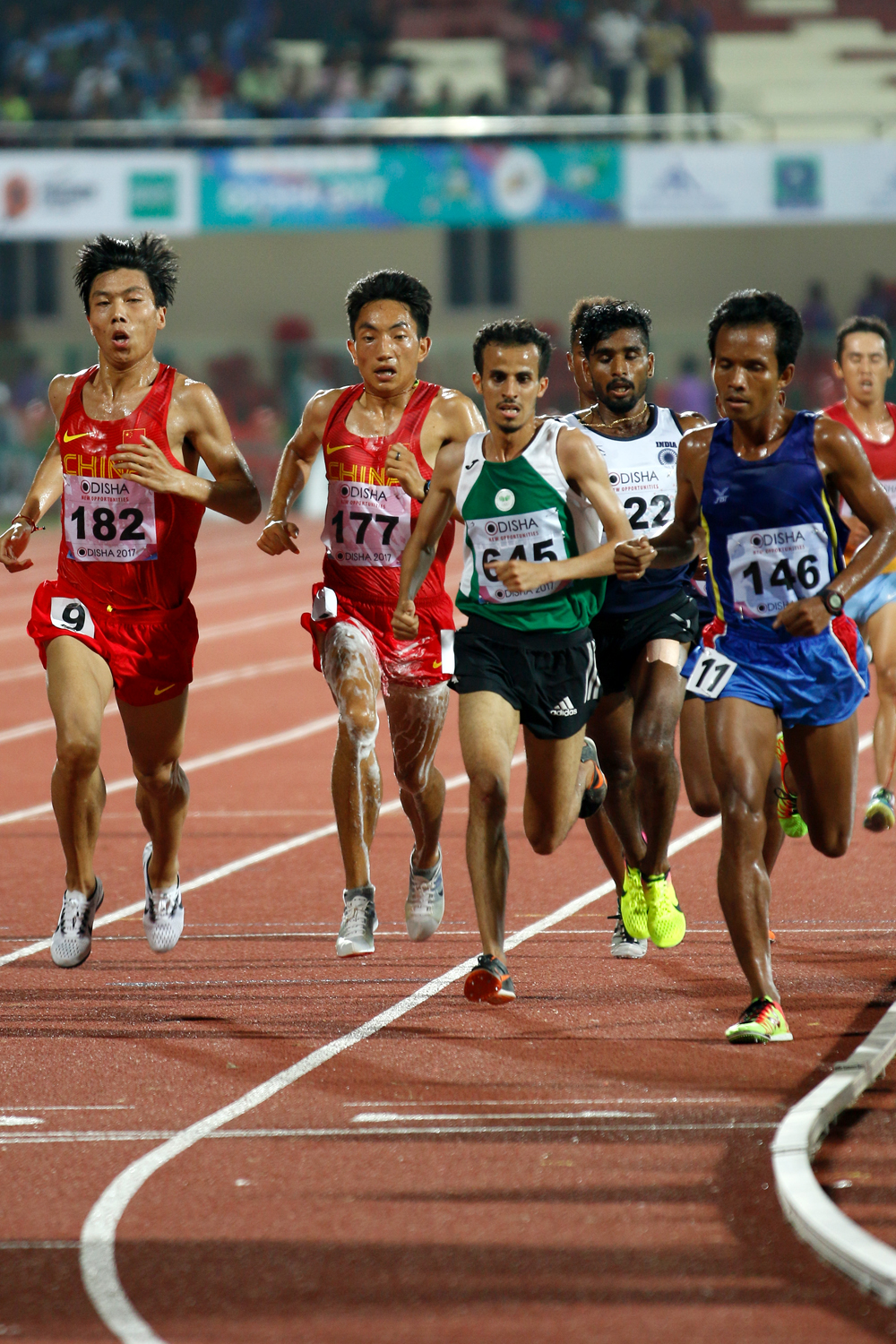
A final em curso

| Posição           | Atleta               | Nacionalidade          | Tempo    | Notas |
| ----------------- | -------------------- | ---------------------- | -------- | ----- |
| Medalha de ouro   | Govindan Lakshmanan  | Índia                  | 14:54.48 |       |
| Medalha de prata  | Yaser Salem Bagharab | Catar                  | 14:55.89 |       |
| Medalha de bronze | Tariq Ahmed Al-Amri  | Arábia Saudita         | 14:56.83 |       |
| 4                 | Liu Hongliang        | China                  | 14:57.95 |       |
| 5                 | Duo Bujie            | China                  | 15:00.86 |       |
| 6                 | Murli Kumar Gavit    | Índia                  | 15:02.43 |       |
| 7                 | Adilet Kyshtakbekov  | Quirguistão            | 15:09.59 |       |
| 8                 | Gantulga Dambadarjaa | Mongólia               | 15:20.38 |       |
| 9                 | Gopi Chandra         | Nepal                  | 15:52.75 |       |
| 10                | Hussain Haroon       | Maldivas               | 15:53.15 |       |
| 11                | Khalid Al-Badwawi    | Emirados Árabes Unidos | 15:58.05 |       |
| 12                | Enkhtamir Ganbagana  | Mongólia               | 16:01.55 |       |
| 13                | Ma Viro              | Camboja                | 16:33.41 |       |
| 14                | Zaid Shareef         | Maldivas               | 16:40.83 |       |
| 15                | Mahmoud Esbitan      | Palestina              | DNS      |       |

Legenda
| Recorde mundial       | Recorde mundial (World record)               |                       | Recorde africano                      | Recorde africano (African) |                                           | Q | Classificado por posição (Qualified) |
| Recorde do campeonato | Recorde do campeonato (Championship record)  | Recorde da América    | Recorde da América (Americas)         | q                          | Classificado por melhor tempo (Qualified) |   |                                      |
| Melhor marca do ano   | Melhor marca do ano (World leading)          | Recorde asiático      | Recorde asiático (Asian)              | DNS                        | Não largou (Did not start)                |   |                                      |
| Recorde nacional      | Recorde nacional (National record)           | Recorde europeu       | Recorde europeu (European)            | DNF                        | Não terminou (Did not finish)             |   |                                      |
| Recorde pessoal       | Recorde pessoal do atleta (Personal best)    | Recorde da Oceania    | Recorde da Oceania (Oceania)          | DSQ / DQ                   | Desclassificado (Disqualified)            |   |                                      |
| Recorde da temporada  | Recorde da temporada do atleta (Season best) | Recorde sul-americano | Recorde sul-americano (South America) | NM                         | Sem marca (No mark)                       |   |                                      |